# Marco Hurni
Marco Hurni (* 1997) ist ein Schweizer Unihockeyspieler, der beim Nationalliga-A-Verein UHC Uster unter Vertrag steht.

## Karriere
Hurni debütierte 2018 in der Nationalliga A für den UHC Uster.